# Wombourne
Wombourne – wieś w Anglii, w hrabstwie Staffordshire, w dystrykcie South Staffordshire. Leży 32 km na południe od miasta Stafford i 182 km na północny zachód od Londynu. W 2001 miejscowość liczyła 13 691 mieszkańców.